# Петриња (Костајница)
Петриња је насељено мјесто у општини Костајница, Република Српска, БиХ. Према попису становништва из 1991. у насељу је живјело 581 становника.

## Географија
Територија насељеног мјеста Петриња се као и територија града Костајнице простире у два географско-педолошка појаса: алувијалне равни и брдског-брежуљкастог подручја. Подручје алувијалне равни уз ријеку Уну образује тзв. Петрињско поље, које представља најквалитетније тло овог насеља. У Петрињском пољу се гаје пољопривредне сорте попут кукуруза, пшенице, те се налазе и мање парцеле, које се употребљавају као баште, гдје се гаји поврће и то превасходно за личну употребу. У те културе се убрајају: кромпир, парадајз, грах, паприка и сл.

## Физиономија насеља
Ово насеље је насеље руралног типа, што значи да већина њених житеља се баве неким обликом пољопривредне производње. Због два типа земљишта и географских елемената подручја, заступљена је мјешовита пољопривреда и то ратарско-сточарског типа. Тип насеља је збијено насеље или насеље урбаног типа. Правац пружања насеља је у грубо исток-запад и то у правцу пружања магистралног правца Нови Град - Костајница - Козарска Дубица и паралелног локалног пута, који се протеже кроз само насеље Петриња. Удаљеност од подручног центра Костајнице се креће у распону од 6,5 km. Типичан облик насеобине је кућа са окућницом. Такође се може у доста сеоских дворишта видјети омања кућа од камена, цигле или дрвета и до ње већа кућа (најчешће са 2 спрата) у којој живе укућани.

## Историја
На подручју општине Костајница се налазе више археолошких локалитета, од тога у насељу Петриња се могу пронаћи остаци средњовјековне тврђаве „Дреновац“ у Петрињи. Ово означава да насеље Петриња егзистира аутономно већ од периода Средњег вијека. Сам локалитет није јасно обиљежен, нити је урађен значајнији напор у заштити овог подручја.

## Образовање
На територији села Петриња налази се објекат Основне Школе, која функционише у оквиру централне Основне Школе "Петар Мећава" у Костајници. У самој школи се настава изводи од 1. до 5. разреда, што значи да школа образује ученике у нижој групи разреда основног образовања. Број ученика се креће од 10-20 и настава се изводи у тзв. комбинованим одјељењима. Дјеца из осталих насеља општине Костајница се образују у матичној школи у Костајници.

## Култура
Уз објекат Основне Школе у селу Петриња налази се и друштвени дом, који служи као главно мјесто окупљања мјештана, али и осталих грађана општине Костајница и шире. Друштвени дом има функцију окупљања локалног становништва у сврху забављања и дружења. Некад су чешће била организована тзв. прела, то јест дружења становништва уз тамбурице, ојкаче и обавезна кола. Данас се нажалост та традиција доста прориједила и његује се само још код старије популације. У друштвеном дому у Петрињи, који је и најбољем стању од свих друштвених домова на подручју општине Костајница, одржавају се забаве које организује село, те се користи и као простор за ручкове након сахрана. Остали друштвени домови се примарно данас користе за предизборне скупове, али и за одржавање разних састанака са грађанима ових села. Што се тиче манифестација у селу Петриња се сваке године одржава Омаја у вече пред дан Светог Ђорђа. Тада се мјештани окупљају поред млина Пепиновац и дочекују овај дан уз обавезну музику и пиће. Тракторијада је манифестација новијег датума која се одржава повремено и није традиционалног карактера.

## Становништво
| Демографија | Демографија | Демографија |
| Година      | Становника  | Становника  |
| ----------- | ----------- | ----------- |
| 1948.       | 679         |             |
| 1953.       | 653         |             |
| 1961.       | 670         |             |
| 1971.       | 678         |             |
| 1981.       | 634         |             |
| 1991.       | 581         |             |

## Знамените личности
- Лазар Штековић, народни херој Југославије